# Värmdö
Värmdö is een Zweedse gemeente die deels in Uppland en deels in Södermanland ligt. De gemeente behoort tot de provincie Stockholms län. Ze heeft een totale oppervlakte van 2998,9 km² en telde 34.029 inwoners in 2004.

## Plaatsen
- Gustavsberg (Värmdö)
- Hemmesta
- Skeppsdalsström
- Mörtnäs
- Fågelvikshöjden
- Djurö
- Brunn (Uppland)
- Stavsnäs
- Kopparmora
- Björnömalmen en Klacknäset
- Långvik
- Värmdö-Evlinge
- Torsby (Uppland)
- Fagerholm, Abborrsjön en Johannesdal
- Ängsvik
- Barnvik
- Norra Lagnö
- Ingaröstrand
- Hedvigsberg
- Lugnet och Skälsmara
- Strömma
- Grönskan, Vedhamn en Baldersnäs
- Återvall
- Gröndal (Värmdö)
- Fagerdala
- Betsede
- Djurö by
- Fågelvik
- Enkärret
- Björkvik (Värmdö)
- Bullandö
- Fågelbro
- Boda (Värmdö)
- Evlinge en Ramsdalen
- Eknäs en Sandviken